# Supercoupe de Bosnie-Herzégovine de football
La Supercoupe de Bosnie-Herzégovine de football est une compétition de football s'étant tenue annuellement de 1997 à 2000. Elle opposait le champion de Bosnie-Herzégovine au vainqueur de la Coupe de Bosnie-Herzégovine.

## Palmarès
| Année | Équipe 1                | Équipe 2                | Score         | Notes              |
| ----- | ----------------------- | ----------------------- | ------------- | ------------------ |
| 1997  | NK Čelik Zenica         | FK Sarajevo             | 3-1, 0-2E     | Match aller-retour |
| 1998  | FK Željezničar Sarajevo | FK Sarajevo             | 4-0           | Match unique       |
| 1999  | FK Sarajevo             | NK Bosna Visoko         | 2-2 (4-5 tab) | Match unique       |
| 2000  | NK Brotnjo              | FK Željezničar Sarajevo | 0-0, 1-3      | Match aller-retour |